# 모사꾼
모사꾼(謀士-, schemer)이란 고중세 중국에서 군주를 보좌하던 일련의 집단들이다. 군사 및 행정 등 여러 분야에서 군주에게 자문하는 역할을 했다. 직접 전쟁에 나가 전략을 수행하는 사령관과는 성격이 다르다. 예컨대 초한전쟁 때 한나라의 경우 한신이 사령관이라면 장량, 진평, 역이기 등은 모사이다. 오늘날의 작전참모 내지 고문관에 해당한다 할 수 있다.

## 역사상 유명한 모사꾼들
- 이윤
- 강태공
- 관중
- 호언
- 문충
- 범여
- 손빈
- 장의
- 위요
- 장양
- 진평
- 역이기
- 등우
- 곽가
- 방통
- 제갈 양 - 동시에 일선 사령관이기도 했다.
- 왕맹
- 고경
- 이세적 - 동시에 일선 사령관이기도 했다.
- 위징
- 이필
- 조보
- 유기
- 조광효
- 범문정
- 송헌책
- 우금성